# Nonsi Nimibut

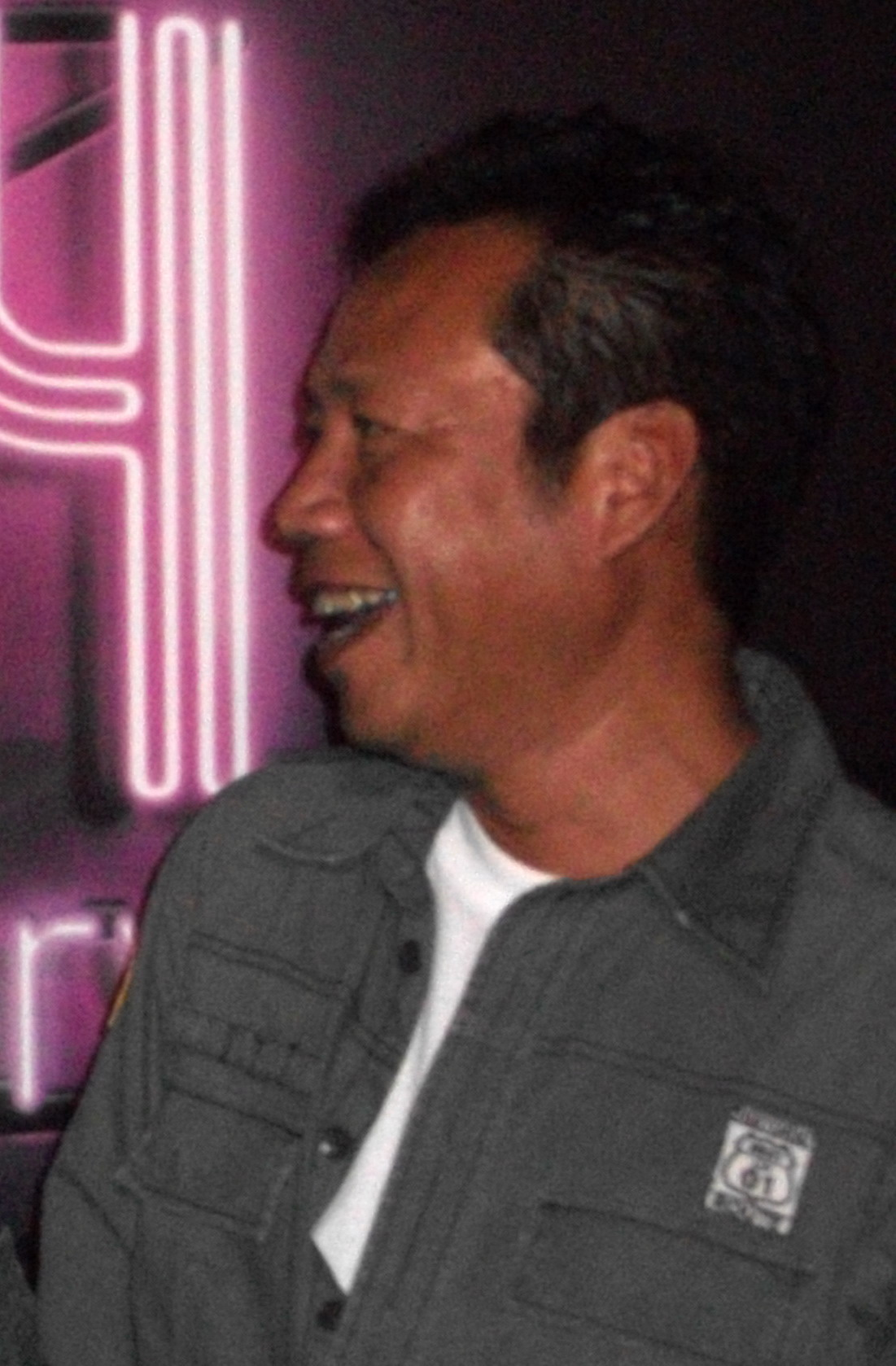
Nonsi Nimibut

Nonsi  Nimibut (alternative Schreibweise: Nonzee Nimibutr, auch Nonsree Nimibut; Thai: นนทรีย์ นิมิบุตร; * 1962 in der Provinz Nonthaburi, Thailand) ist ein thailändischer Regisseur, Drehbuchautor und Produzent. Er gilt als einer der Wegbereiter der sich in den 1990er Jahren erneuernden thailändischen Filmszene.

## Leben und Leistungen
Nonsi Nimibut absolvierte 1987 ein Studium der Visuellen Kommunikation an der Silpakorn-Universität mit einem Bachelor of Arts. Zu seinen Kommilitonen zählte unter anderem der spätere Regisseur und Drehbuchautor Wisit Sasanatieng und der Produktionsdesigner Ek Iemchuen. Seine künstlerische Laufbahn begann er zunächst als Regisseur von Werbefilmen und Musikvideos, die ihn damals einige Referenzen einbrachten.
Zu einer Zeit, in der die thailändische Filmindustrie gänzlich am Boden lag – man produzierte häufig billigen Massenproduktionen und nur die wenigsten heimischen Spielfilmproduktionen schafften den Einzug in die Lichtspielhäuser –, debütierte Nonsi 1997 mit dem Gangsterfilm Dang Bireley's and Young Gangsters der wahren Geschichte des Kriminellen Piak Visutkasat, der sich im Film als alter Mann selbst spielt. Nonsis Spielfilmdebüt avancierte in Thailand zu einem Publikumserfolg, brach dabei mit etwa 75 Millionen Bahnt alle Kassenrekorde und wurde sowohl von der Kritik als auch von den Kinogängern wohlwollend aufgenommen. Mit diesem Streifen, dessen Drehbuch Wisit Sasanatieng schrieb, gelang ihm der nationale Durchbruch sowie ein internationaler Achtungserfolg.
1999 folgte sein zweiter Spielfilm, Nang Nak – Return from the Dead, und obwohl es die insgesamt 21. Verfilmung eines populären thailändischen Volksmärchens ist, das abermals ein Kassenschlager in seinem Heimatland wurde, nahm das Publikum dieses „thailändische Phänomen“ erneut gut auf. Der Stoff, der zwischen Love- und Ghost-Story pendelt und dessen Inszenierung in die internationale Filmauswertung aufgenommen wurde, spielte 150 Millionen Baht ein – das zwölffache seiner Produktionskosten. Eine für thailändische Verhältnisse kaum für möglich gehaltene Summe und folglicherweise ein neuer Einspielrekord.
Angesichts dieses kommerziellen Erfolges gründete Nimibut seine eigene Produktionsfirma Cinemasia und produzierte mit ausländischem Fremdkapital der im Jahr 2000 gegründeten chinesischen Applause Pictures seinen dritten abendfüllenden Spielfilm Jan Dara mit der Hongkong-Schauspielerin Christy Chung, der in Thailand schon vor der Veröffentlichung für heftige Kontroversen sorgte, da er heikle Themen wie Inzest, Vergewaltigung und Abtreibung aufgriff. Daraufhin kam der Film nur mit erheblichen Schnittfassungen in den heimischen Verleih, wohingegen er ungeschnitten auf internationalen Filmfestivals zu sehen war.

## Filmografie
| Regie - 1997: Dang Bireley's and Young Gangsters (อันธพาลครองเมือง, 2499 Anthapan Khrong Kueang) - 2000: Nang Nak – Return from the Dead (นางนาก, Nang Nak) - 2001: Jan Dara (จันดารา, Chan Dara) - 2002: Three… Nightmares (The Wheel) (อารมณ์ อาถรรพ์ อาฆาต, Arom Athan Akhat) - 2003: OK Baytong (โอเคเบตง, Okhe-Betong) - 2008: The Queens of Langkasuka (ปืนใหญ่จอมสลัด, Puen Yai Chom Sa-lat) | Produktion - 1999: Bangkok Dangerous (เพชรฆาตเงียบ อันตราย, Phet Khat Antarai) - 2000: Tears of the Black Tiger (ฟ้าทะลายโจร, Fah Talai Chon) - 2000: Bang Rajan – Kampf der Verlorenen (บางระจัน, Bang Rachan) - 2001: Jan Dara (จันดารา, Chan Dara) - 2001: Monrak – Magische Liebe (มนต์รักทรานซิสเตอร์, Monrak Transistor) - 2002: Three… Nightmares (อารมณ์ อาถรรพ์ อาฆาต, Arom Athan Akhat - 2003: Last Life in the Universe (รื่องรัก น้อยนิด มหาศาล, Rueang Rak Noi Nit Mahasan) - 2004: The Eye 2 (見鬼2) - 2004: Jod mai rak (เดอะ เลตเตอร์ จดหมายรัก, Doe Let-Toe Chotmai-Rak)) - 2004: The Overture (โหมโรง, Hom rong) - 2006: Noo Hin: The Movie (หนูหิ่น เดอะมูฟว, Nu Hin Doe Mup-Wi) - 2008: The Queens of Langkasuka (ปืนใหญ่จอมสลัด, Puen Yai Chom Sa-lat) |